# 괴산 청안 안민헌
괴산 청안 안민헌(槐山 淸安 安民軒)은 충청북도 괴산군 청안면 읍내리에 있는 조선시대 청안현의 관아 건물이다. 1981년 12월 26일 충청북도의 유형문화재 제93호 청안동헌(안민헌)(淸安東軒(安民軒))으로 지정되었으나, 2013년 1월 18일 현재의 문화재 명칭으로 변경되었다.

## 개요
조선시대 청안현의 관아 건물로, 태종 5년(1405)에 지어졌다고 전한다. 그 후 여러 차례의 수리를 거쳤으며 지금 남아있는 건물을 19세기 후반의 것으로 보인다. 1915년에도 수리가 있었고, 한때 청안지서로 사용되어 변형이 있었으나 1981년 복원하였다.
앞면 6칸·옆면 3칸의 규모이며, 지붕의 옆선이 여덟 팔(八)자 모양인 팔작지붕집으로 홑처마에 공포를 짜지 않은 민도리집이다. 낮은 돌 기단 위에 지었는데, 주춧돌은 다듬은 돌과 자연돌을 함께 사용하였고, 둥근 기둥에 일부 네모 기둥을 세우기도 하였다. 앞면 1칸은 툇마루로 개방하고 그 뒤로 왼쪽 3칸은 대청을 두고 오른쪽 2칸은 온돌방, 마지막 1칸은 툇마루를 두었는데 여기에는 문을 달았다.
일반적인 조선 후기의 동헌 건물에 비하여 격식을 낮추어 지은 검소한 건물이며 조선시대 관아건축 연구에 좋은 자료이다.

## 참고 자료
- 괴산 청안 안민헌 - 국가유산청 국가유산포털